# Puchar Świata w łyżwiarstwie szybkim 2018/2019

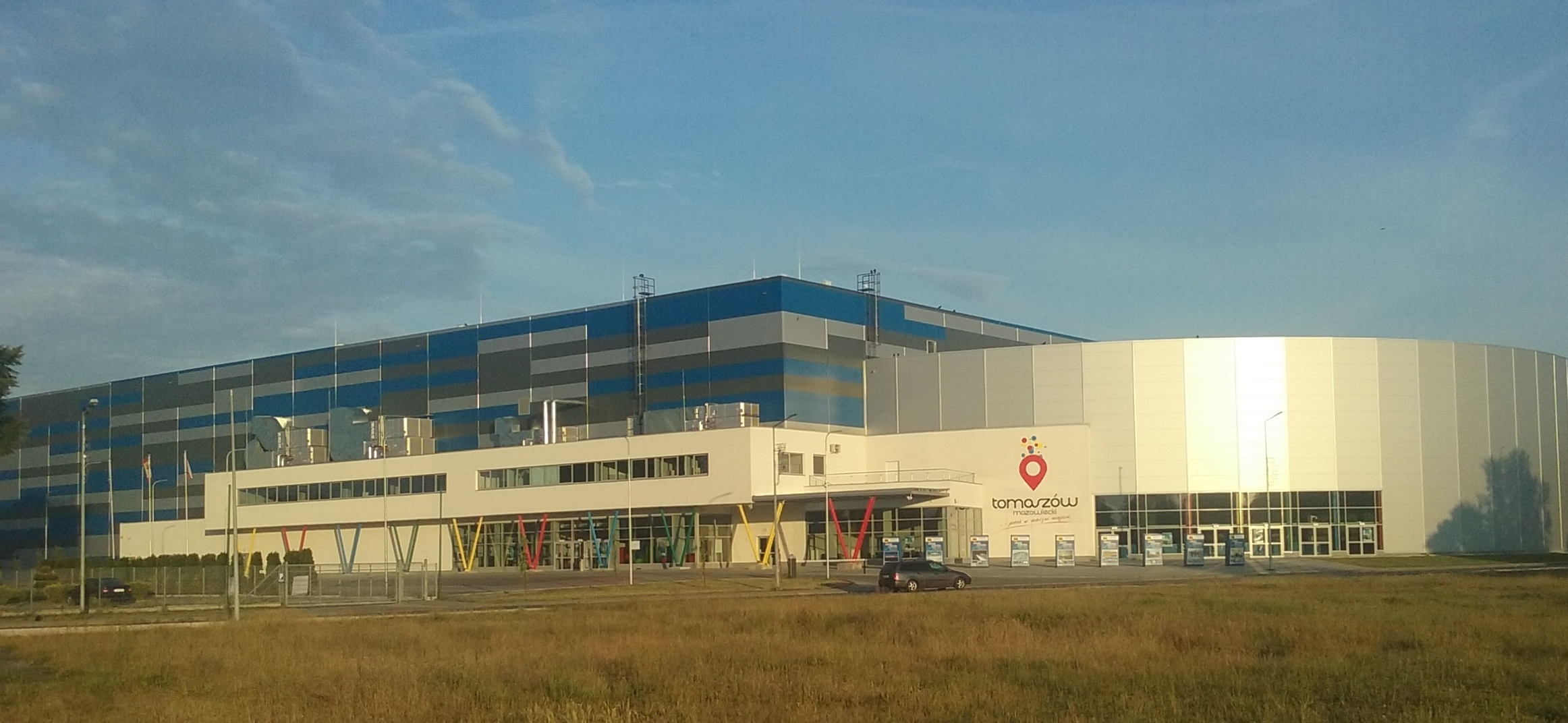
Pierwszy całoroczny tor łyżwiarstwa szybkiego w Polsce – Arena Lodowa Tomaszów Mazowiecki

Puchar Świata w łyżwiarstwie szybkim 2018/2019 – 34. edycja Pucharu Świata w łyżwiarstwie szybkim trwająca obecnie w sezonie 2018/2019. Cykl rozpoczął się 16 listopada 2018 roku w japońskim Obihiro, a zakończy się 10 marca 2019 roku na olimpijskim torze w Salt Lake City. Historyczne zawody Pucharu Świata odbyły się już również w Arenie Lodowej Tomaszów Mazowiecki w Polsce.
Puchar Świata rozgrywa się w sześciu miastach na trzech kontynentach.
Triumfu w klasyfikacji generalnej u mężczyzn broni reprezentant Norwegii Håvard Holmefjord Lorentzen, natomiast u pań obrończynią tytułu jest Japonka Miho Takagi.

## Medaliści zawodów

### Kobiety
| Lp.   | Data                 | Miejscowość                                                  | Konkurencja                                                  | 1. miejsce                                                       | 2. miejsce                                                            | 3. miejsce                                                            | Źródło                                                       |                                                              |
| ----- | -------------------- | ------------------------------------------------------------ | ------------------------------------------------------------ | ---------------------------------------------------------------- | --------------------------------------------------------------------- | --------------------------------------------------------------------- | ------------------------------------------------------------ | ------------------------------------------------------------ |
| 1. PŚ | 16–18 listopada 2018 | Obihiro                                                      | Bieg drużynowy (16.11)                                       | Japonia Miho Takagi · Nana Takagi · Ayano Satō                   | Holandia Ireen Wüst · Lotte van Beek · Joy Beune                      | Rosja Jewgienija Lalenkowa · Natalja Woronina · Jelizawieta Kazielina | [ 1 ]                                                        |                                                              |
| 1. PŚ | 16–18 listopada 2018 | Obihiro                                                      | 500 m (16.11)                                                | Nao Kodaira                                                      | Vanessa Herzog                                                        | Maki Tsuji                                                            | [ 1 ]                                                        |                                                              |
| 1. PŚ | 16–18 listopada 2018 | Obihiro                                                      | 500 m (17.11)                                                | Nao Kodaira                                                      | Vanessa Herzog                                                        | Olga Fatkulina                                                        | [ 1 ]                                                        |                                                              |
| 1. PŚ | 16–18 listopada 2018 | Obihiro                                                      | 1500 m (17.11)                                               | Brittany Bowe                                                    | Miho Takagi                                                           | Jekatierina Szychowa                                                  | [ 1 ]                                                        |                                                              |
| 1. PŚ | 16–18 listopada 2018 | Obihiro                                                      | Start masowy (17.11)                                         | Nana Takagi                                                      | Irene Schouten                                                        | Kim Bo-reum                                                           | [ 1 ]                                                        |                                                              |
| 1. PŚ | 16–18 listopada 2018 | Obihiro                                                      | 1000 m (18.11)                                               | Vanessa Herzog                                                   | Miho Takagi                                                           | Nao Kodaira                                                           | [ 1 ]                                                        |                                                              |
| 1. PŚ | 16–18 listopada 2018 | Obihiro                                                      | 3000 m (18.11)                                               | Esmee Visser                                                     | Natalja Woronina                                                      | Martina Sáblíková                                                     | [ 1 ]                                                        |                                                              |
| 1. PŚ | 16–18 listopada 2018 | Obihiro                                                      | Sprint drużynowy (18.11)                                     | Rosja Jekatierina Szychowa · Olga Fatkulina · Angielina Golikowa | Japonia Maki Tsuji · Nao Kodaira · Konami Soga                        | Holandia Janine Smit · Letitia de Jong · Jutta Leerdam                | [ 1 ]                                                        |                                                              |
| 2. PŚ | 23–25 listopada 2018 | Tomakomai                                                    | Bieg drużynowy (23.11)                                       | Japonia Nana Takagi · Miho Takagi · Ayano Satō                   | Kanada Ivanie Blondin · Isabelle Weidemann · Keri Morrison            | Rosja Jewgienija Lalenkowa · Jelizawieta Kazielina · Natalja Woronina | [ 2 ]                                                        |                                                              |
| 2. PŚ | 23–25 listopada 2018 | Tomakomai                                                    | 500 m (23.11)                                                | Nao Kodaira                                                      | Vanessa Herzog                                                        | Darja Kaczanowa                                                       | [ 2 ]                                                        |                                                              |
| 2. PŚ | 23–25 listopada 2018 | Tomakomai                                                    | 1500 m (24.11)                                               | Ireen Wüst                                                       | Miho Takagi                                                           | Brittany Bowe                                                         | [ 2 ]                                                        |                                                              |
| 2. PŚ | 23–25 listopada 2018 | Tomakomai                                                    | 500 m (24.11)                                                | Nao Kodaira                                                      | Vanessa Herzog                                                        | Brittany Bowe                                                         | [ 2 ]                                                        |                                                              |
| 2. PŚ | 23–25 listopada 2018 | Tomakomai                                                    | Start masowy (24.11)                                         | Kim Bo-reum                                                      | Francesca Lollobrigida                                                | Ivanie Blondin                                                        | [ 2 ]                                                        |                                                              |
| 2. PŚ | 23–25 listopada 2018 | Tomakomai                                                    | 1000 m (25.11)                                               | Nao Kodaira                                                      | Brittany Bowe                                                         | Vanessa Herzog                                                        | [ 2 ]                                                        |                                                              |
| 2. PŚ | 23–25 listopada 2018 | Tomakomai                                                    | 3000 m (25.11)                                               | Isabelle Weidemann                                               | Martina Sáblíková                                                     | Francesca Lollobrigida                                                | [ 2 ]                                                        |                                                              |
| 2. PŚ | 23–25 listopada 2018 | Tomakomai                                                    | Sprint drużynowy (25.11)                                     | Holandia Janine Smit · Letitia de Jong · Jutta Leerdam           | Włochy Francesca Bettrone · Noemi Bonazza · Francesca Lollobrigida    | Kanada Kaylin Irvine · Heather Mclean · Ivanie Blondin                | [ 2 ]                                                        |                                                              |
| 3. PŚ | 7–9 grudnia 2018     | Tomaszów Mazowiecki                                          | 500 m (07.12)                                                | Vanessa Herzog                                                   | Olga Fatkulina                                                        | Darja Kaczanowa                                                       | [ 3 ]                                                        |                                                              |
| 3. PŚ | 7–9 grudnia 2018     | Tomaszów Mazowiecki                                          | 1000 m (07.12)                                               | Brittany Bowe                                                    | Miho Takagi                                                           | Darja Kaczanowa                                                       | [ 3 ]                                                        |                                                              |
| 3. PŚ | 7–9 grudnia 2018     | Tomaszów Mazowiecki                                          | Bieg drużynowy (07.12)                                       | Japonia Nana Takagi · Miho Takagi · Ayano Satō                   | Rosja Jelizawieta Kazielina · Jewgienija Lalenkowa · Natalja Woronina | Kanada Ivanie Blondin · Keri Morrison · Isabelle Weidemann            | [ 3 ]                                                        |                                                              |
| 3. PŚ | 7–9 grudnia 2018     | Tomaszów Mazowiecki                                          | 500 m (08.12)                                                | Vanessa Herzog                                                   | Olga Fatkulina                                                        | Brittany Bowe                                                         | [ 3 ]                                                        |                                                              |
| 3. PŚ | 7–9 grudnia 2018     | Tomaszów Mazowiecki                                          | 1500 m (08.12)                                               | Miho Takagi                                                      | Ireen Wüst                                                            | Brittany Bowe                                                         | [ 3 ]                                                        |                                                              |
| 3. PŚ | 7–9 grudnia 2018     | Tomaszów Mazowiecki                                          | Sprint drużynowy (09.12)                                     | Japonia Miho Takagi · Ayano Satō · Konami Soga                   | Rosja Jekatierina Szychowa · Olga Fatkulina · Angielina Golikowa      | Holandia Ireen Wüst · Letitia de Jong · Femke Beuling                 | [ 3 ]                                                        |                                                              |
| 3. PŚ | 7–9 grudnia 2018     | Tomaszów Mazowiecki                                          | 5000 m (09.12)                                               | Esmee Visser                                                     | Isabelle Weidemann                                                    | Natalja Woronina                                                      | [ 3 ]                                                        |                                                              |
| 4. PŚ | 14–16 grudnia 2018   | Heerenveen                                                   | 500 m (15.12)                                                | Nao Kodaira                                                      | Vanessa Herzog                                                        | Brittany Bowe                                                         | [ 4 ]                                                        |                                                              |
| 4. PŚ | 14–16 grudnia 2018   | Heerenveen                                                   | 1500 m (15.12)                                               | Ireen Wüst                                                       | Brittany Bowe                                                         | Jekatierina Szychowa                                                  | [ 4 ]                                                        |                                                              |
| 4. PŚ | 14–16 grudnia 2018   | Heerenveen                                                   | Start masowy (15.12)                                         | Nana Takagi                                                      | Irene Schouten                                                        | Ayano Satō                                                            | [ 4 ]                                                        |                                                              |
| 4. PŚ | 14–16 grudnia 2018   | Heerenveen                                                   | 1000 m (16.12)                                               | Brittany Bowe                                                    | Miho Takagi                                                           | Jekatierina Szychowa                                                  | [ 4 ]                                                        |                                                              |
| 4. PŚ | 14–16 grudnia 2018   | Heerenveen                                                   | 3000 m (16.12)                                               | Antoinette de Jong                                               | Isabelle Weidemann                                                    | Martina Sáblíková                                                     | [ 4 ]                                                        |                                                              |
|       | 11–13 stycznia 2019  | 115. Mistrzostwa Europy w Wielobojach – Collalbo             | 115. Mistrzostwa Europy w Wielobojach – Collalbo             | 115. Mistrzostwa Europy w Wielobojach – Collalbo                 | 115. Mistrzostwa Europy w Wielobojach – Collalbo                      | 115. Mistrzostwa Europy w Wielobojach – Collalbo                      | 115. Mistrzostwa Europy w Wielobojach – Collalbo             | 115. Mistrzostwa Europy w Wielobojach – Collalbo             |
| 5. PŚ | 1–3 lutego 2019      | Hamar                                                        | 500 m                                                        | Nao Kodaira                                                      | Vanessa Herzog                                                        | Angielina Golikowa                                                    |                                                              |                                                              |
| 5. PŚ | 1–3 lutego 2019      | Hamar                                                        | 1000 m                                                       | Brittany Bowe                                                    | Nao Kodaira                                                           | Lotte van Beek                                                        |                                                              |                                                              |
| 5. PŚ | 1–3 lutego 2019      | Hamar                                                        | 500 m                                                        | Vanessa Herzog                                                   | Angielina Golikowa                                                    | Olga Fatkulina                                                        |                                                              |                                                              |
| 5. PŚ | 1–3 lutego 2019      | Hamar                                                        | 1500 m                                                       | Brittany Bowe                                                    | Lotte van Beek                                                        | Joy Beune                                                             |                                                              |                                                              |
| 5. PŚ | 1–3 lutego 2019      | Hamar                                                        | 3000 m                                                       | Martina Sáblíková                                                | Natalja Woronina                                                      | Maryna Zujewa                                                         |                                                              |                                                              |
|       | 7–10 lutego 2019     | 19. Mistrzostwa Świata na Dystansach – Inzell                | 19. Mistrzostwa Świata na Dystansach – Inzell                | 19. Mistrzostwa Świata na Dystansach – Inzell                    | 19. Mistrzostwa Świata na Dystansach – Inzell                         | 19. Mistrzostwa Świata na Dystansach – Inzell                         | 19. Mistrzostwa Świata na Dystansach – Inzell                | 19. Mistrzostwa Świata na Dystansach – Inzell                |
|       | 23–24 lutego 2019    | 50. Mistrzostwa Świata w Wieloboju Sprinterskim – Heerenveen | 50. Mistrzostwa Świata w Wieloboju Sprinterskim – Heerenveen | 50. Mistrzostwa Świata w Wieloboju Sprinterskim – Heerenveen     | 50. Mistrzostwa Świata w Wieloboju Sprinterskim – Heerenveen          | 50. Mistrzostwa Świata w Wieloboju Sprinterskim – Heerenveen          | 50. Mistrzostwa Świata w Wieloboju Sprinterskim – Heerenveen | 50. Mistrzostwa Świata w Wieloboju Sprinterskim – Heerenveen |
|       | 2–3 marca 2019       | 113. Mistrzostwa Świata w Wieloboju – Calgary                | 113. Mistrzostwa Świata w Wieloboju – Calgary                | 113. Mistrzostwa Świata w Wieloboju – Calgary                    | 113. Mistrzostwa Świata w Wieloboju – Calgary                         | 113. Mistrzostwa Świata w Wieloboju – Calgary                         | 113. Mistrzostwa Świata w Wieloboju – Calgary                | 113. Mistrzostwa Świata w Wieloboju – Calgary                |
| 6. PŚ | 9–10 marca 2019      | Salt Lake City                                               | 500 m                                                        | Nao Kodaira                                                      | Vanessa Herzog                                                        | Angielina Golikowa                                                    |                                                              |                                                              |
| 6. PŚ | 9–10 marca 2019      | Salt Lake City                                               | Start masowy                                                 | Irene Schouten                                                   | Kim Bo-reum                                                           | Ivanie Blondin                                                        |                                                              |                                                              |
| 6. PŚ | 9–10 marca 2019      | Salt Lake City                                               | 500 m                                                        | Nao Kodaira                                                      | Olga Fatkulina                                                        | Vanessa Herzog                                                        |                                                              |                                                              |
| 6. PŚ | 9–10 marca 2019      | Salt Lake City                                               | 1000 m                                                       | Brittany Bowe                                                    | Miho Takagi                                                           | Nao Kodaira                                                           |                                                              |                                                              |
| 6. PŚ | 9–10 marca 2019      | Salt Lake City                                               | 1500 m                                                       | Miho Takagi                                                      | Brittany Bowe                                                         | Jekatierina Szychowa                                                  |                                                              |                                                              |
| 6. PŚ | 9–10 marca 2019      | Salt Lake City                                               | 3000 m                                                       | Martina Sáblíková                                                | Esmee Visser                                                          | Natalja Woronina                                                      |                                                              |                                                              |

### Klasyfikacje
| Lp. | Zawodniczka        | Punkty |
| --- | ------------------ | ------ |
| 1.  | Vanessa Herzog     | 708    |
| 2.  | Nao Kodaira        | 600    |
| 3.  | Olga Fatkulina     | 587    |
| 4.  | Angielina Golikowa | 566    |
| 5.  | Brittany Bowe      | 510    |
| 6.  | Darja Kaczanowa    | 492    |
| 7.  | Maki Tsuji         | 446    |
| 8.  | Konami Soga        | 426    |
| 9.  | Kim Hyun-yung      | 401    |
| 10. | Jin Jingzhu        | 398    |

| Lp. | Zawodniczka          | Punkty |
| --- | -------------------- | ------ |
| 1.  | Brittany Bowe        | 397    |
| 2.  | Miho Takagi          | 310    |
| 3.  | Nao Kodaira          | 298    |
| 4.  | Vanessa Herzog       | 277    |
| 5.  | Darja Kaczanowa      | 256    |
| 6.  | Olga Fatkulina       | 251    |
| 7.  | Jekatierina Szychowa | 243    |
| 8.  | Ireen Wüst           | 236    |
| 9.  | Li Qishi             | 234    |
| 10  | Letitia de Jong      | 222    |

| Lp. | Zawodniczka          | Punkty |
| --- | -------------------- | ------ |
| 1.  | Brittany Bowe        | 378    |
| 2.  | Miho Takagi          | 331    |
| 3.  | Ireen Wüst           | 303    |
| 4.  | Lotte van Beek       | 273    |
| 5.  | Jekatierina Szychowa | 264    |
| 6.  | Melissa Wijfje       | 237    |
| 7.  | Jewgienija Łalenkowa | 236    |
| 8.  | Joy Beune            | 224    |
| 9.  | Natalia Czerwonka    | 216    |
| 10. | Ida Njåtun           | 213    |

| Lp. | Zawodniczka          | Punkty |
| --- | -------------------- | ------ |
| 1.  | Martina Sáblíková    | 370    |
| 2.  | Esmee Visser         | 343    |
| 3.  | Natalja Woronina     | 335    |
| 4.  | Isabelle Weidemann   | 322    |
| 5.  | Ivanie Blondin       | 272    |
| 6.  | Maryna Zujewa        | 266    |
| 7.  | Melissa Wijfje       | 239    |
| 8.  | Jewgienija Łalenkowa | 224    |
| 9.  | Claudia Pechstein    | 220    |
| 10. | Reina Anema          | 210    |

| Lp. | Zawodniczka            | Punkty |
| --- | ---------------------- | ------ |
| 1.  | Kim Bo-reum            | 478    |
| 2.  | Irene Schouten         | 456    |
| 3.  | Francesca Lollobrigida | 414    |
| 4.  | Ivanie Blondin         | 380    |
| 5.  | Nana Takagi            | 362    |
| 6.  | Ayano Satō             | 346    |
| 7.  | Claudia Pechstein      | 322    |
| 8.  | Melissa Wijfje         | 278    |
| 9.  | Li Dan                 | 270    |
| 10. | Elena Møller Rigas     | 270    |

| Lp. | Reprezentacja     | Punkty |
| --- | ----------------- | ------ |
| 1.  | Japonia           | 360    |
| 2.  | Rosja             | 300    |
| 3.  | Kanada            | 290    |
| 4.  | Holandia          | 280    |
| 5.  | Włochy            | 236    |
| 6.  | Polska            | 232    |
| 7.  | Chiny             | 200    |
| 8.  | Korea Południowa  | 144    |
| 9.  | Stany Zjednoczone | 72     |
| 10. | Norwegia          | 68     |

| Lp. | Reprezentacja     | Punkty |
| --- | ----------------- | ------ |
| 1.  | Rosja             | 314    |
| 2.  | Holandia          | 312    |
| 3.  | Japonia           | 308    |
| 4.  | Włochy            | 274    |
| 5.  | Kanada            | 252    |
| 6.  | Chiny             | 230    |
| 7.  | Norwegia          | 212    |
| 8.  | Korea Południowa  | 144    |
| 9.  | Polska            | 72     |
| 10. | Stany Zjednoczone | 64     |

### Mężczyźni
| Lp.   | Data                 | Miejscowość                                                  | Konkurencja                                                  | 1. miejsce                                                                    | 2. miejsce                                                                        | 3. miejsce                                                             | Źródło                                                       |                                                              |
| ----- | -------------------- | ------------------------------------------------------------ | ------------------------------------------------------------ | ----------------------------------------------------------------------------- | --------------------------------------------------------------------------------- | ---------------------------------------------------------------------- | ------------------------------------------------------------ | ------------------------------------------------------------ |
| 1. PŚ | 16–18 listopada 2018 | Obihiro                                                      | Bieg drużynowy (16.11)                                       | Rosja Aleksandr Rumiancew · Daniła Siemierikow · Siergiej Trofimow            | Holandia Douwe de Vries · Simon Schouten · Marcel Bosker                          | Norwegia Håvard Bøkko · Sverre Lunde Pedersen · Simen Spieler Nilsen   | [ 1 ]                                                        |                                                              |
| 1. PŚ | 16–18 listopada 2018 | Obihiro                                                      | 500 m (16.11)                                                | Håvard Holmefjord Lorentzen                                                   | Pawieł Kuliżnikow                                                                 | Tatsuya Shinhama                                                       | [ 1 ]                                                        |                                                              |
| 1. PŚ | 16–18 listopada 2018 | Obihiro                                                      | 1500 m (17.11)                                               | Dienis Juskow                                                                 | Kjeld Nuis                                                                        | Patrick Roest                                                          | [ 1 ]                                                        |                                                              |
| 1. PŚ | 16–18 listopada 2018 | Obihiro                                                      | 500 m (17.11)                                                | Pawieł Kuliżnikow                                                             | Ryōhei Haga                                                                       | Håvard Holmefjord Lorentzen                                            | [ 1 ]                                                        |                                                              |
| 1. PŚ | 16–18 listopada 2018 | Obihiro                                                      | Start masowy (17.11)                                         | Andrea Giovannini                                                             | Simon Schouten                                                                    | Um Cheon-ho                                                            | [ 1 ]                                                        |                                                              |
| 1. PŚ | 16–18 listopada 2018 | Obihiro                                                      | 1000 m (18.11)                                               | Pawieł Kuliżnikow                                                             | Kjeld Nuis                                                                        | Thomas Krol                                                            | [ 1 ]                                                        |                                                              |
| 1. PŚ | 16–18 listopada 2018 | Obihiro                                                      | 5000 m (18.11)                                               | Patrick Roest                                                                 | Aleksandr Rumiancew                                                               | Marcel Bosker                                                          | [ 1 ]                                                        |                                                              |
| 1. PŚ | 16–18 listopada 2018 | Obihiro                                                      | Sprint drużynowy (18.11)                                     | Holandia Ronald Mulder · Kai Verbij · Kjeld Nuis                              | Norwegia Håvard Holmefjord Lorentzen · Johann Jørgen Sæves · Henrik Fagerli Rukke | Kanada Antoine Gélinas-Beaulieu · Laurent Dubreuil · Christopher Fiola | [ 1 ]                                                        |                                                              |
| 2. PŚ | 23–25 listopada 2018 | Tomakomai                                                    | Bieg drużynowy (23.11)                                       | Holandia Patrick Roest · Marcel Bosker · Douwe de Vries                       | Norwegia Sverre Lunde Pedersen · Håvard Bøkko · Sindre Henriksen                  | Japonia Seitaro Ichinohe · Ryōsuke Tsuchiya · Shane Williamson         | [ 2 ]                                                        |                                                              |
| 2. PŚ | 23–25 listopada 2018 | Tomakomai                                                    | 500 m (23.11)                                                | Tatsuya Shinhama                                                              | Yuma Murakami                                                                     | Jan Smeekens                                                           | [ 2 ]                                                        |                                                              |
| 2. PŚ | 23–25 listopada 2018 | Tomakomai                                                    | 500 m (24.11)                                                | Tatsuya Shinhama                                                              | Wiktor Musztakow                                                                  | Yuma Murakami                                                          | [ 2 ]                                                        |                                                              |
| 2. PŚ | 23–25 listopada 2018 | Tomakomai                                                    | 1500 m (24.11)                                               | Kjeld Nuis                                                                    | Patrick Roest                                                                     | Thomas Krol                                                            | [ 2 ]                                                        |                                                              |
| 2. PŚ | 23–25 listopada 2018 | Tomakomai                                                    | Start masowy (24.11)                                         | Wital Michajłau                                                               | Um Cheon-ho                                                                       | Bart Swings                                                            | [ 2 ]                                                        |                                                              |
| 2. PŚ | 23–25 listopada 2018 | Tomakomai                                                    | 1000 m (25.11)                                               | Kjeld Nuis                                                                    | Kai Verbij                                                                        | Thomas Krol                                                            | [ 2 ]                                                        |                                                              |
| 2. PŚ | 23–25 listopada 2018 | Tomakomai                                                    | 5000 m (25.11)                                               | Bart Swings                                                                   | Sverre Lunde Pedersen                                                             | Patrick Roest                                                          | [ 2 ]                                                        |                                                              |
| 2. PŚ | 23–25 listopada 2018 | Tomakomai                                                    | Sprint drużynowy (25.11)                                     | Rosja Rusłan Muraszow · Aleksiej Jesin · Wiktor Musztakow                     | Holandia Dai Dai Ntab · Kai Verbij · Kjeld Nuis                                   | Kanada Christopher Fiola · Laurent Dubreuil · Antoine Gélinas-Beaulieu | [ 2 ]                                                        |                                                              |
| 3. PŚ | 7–9 grudnia 2018     | Tomaszów Mazowiecki                                          | 500 m (07.12)                                                | Pawieł Kuliżnikow                                                             | Ryōhei Haga                                                                       | Håvard Holmefjord Lorentzen                                            | [ 3 ]                                                        |                                                              |
| 3. PŚ | 7–9 grudnia 2018     | Tomaszów Mazowiecki                                          | Bieg drużynowy (07.12)                                       | Japonia Seitaro Ichinohe · Ryōsuke Tsuchiya · Shane Williamson                | Norwegia Håvard Bøkko · Sindre Henriksen · Sverre Lunde Pedersen                  | Rosja Aleksandr Rumiancew · Daniła Siemierikow · Siergiej Trofimow     | [ 3 ]                                                        |                                                              |
| 3. PŚ | 7–9 grudnia 2018     | Tomaszów Mazowiecki                                          | 1000 m (07.12)                                               | Pawieł Kuliżnikow                                                             | Kai Verbij                                                                        | Håvard Holmefjord Lorentzen                                            | [ 3 ]                                                        |                                                              |
| 3. PŚ | 7–9 grudnia 2018     | Tomaszów Mazowiecki                                          | 1500 m (08.12)                                               | Dienis Juskow                                                                 | Seitaro Ichinohe                                                                  | Kim Min-seok                                                           | [ 3 ]                                                        |                                                              |
| 3. PŚ | 7–9 grudnia 2018     | Tomaszów Mazowiecki                                          | 500 m (08.12)                                                | Pawieł Kuliżnikow                                                             | Tatsuya Shinhama                                                                  | Yuma Murakami                                                          | [ 3 ]                                                        |                                                              |
| 3. PŚ | 7–9 grudnia 2018     | Tomaszów Mazowiecki                                          | Sprint drużynowy (09.12)                                     | Norwegia Håvard Holmefjord Lorentzen · Henrik Fagerli Rukke · Bjørn Magnussen | Holandia Kai Verbij · Dai Dai Ntab · Michel Mulder                                | Rosja Wiktor Musztakow · Aleksiej Jesin · Rusłan Muraszow              | [ 3 ]                                                        |                                                              |
| 3. PŚ | 7–9 grudnia 2018     | Tomaszów Mazowiecki                                          | 10000 m (09.12)                                              | Marcel Bosker                                                                 | Aleksandr Rumiancew                                                               | Daniła Siemierikow                                                     | [ 3 ]                                                        |                                                              |
| 4. PŚ | 14–16 grudnia 2018   | Heerenveen                                                   | 1500 m (15.12)                                               | Thomas Krol                                                                   | Joey Mantia                                                                       | Patrick Roest                                                          | [ 4 ]                                                        |                                                              |
| 4. PŚ | 14–16 grudnia 2018   | Heerenveen                                                   | 500 m (15.12)                                                | Pawieł Kuliżnikow                                                             | Tsubasa Hasegawa                                                                  | Yuma Murakami                                                          | [ 4 ]                                                        |                                                              |
| 4. PŚ | 14–16 grudnia 2018   | Heerenveen                                                   | Start masowy (15.12)                                         | Um Cheon-ho                                                                   | Chung Jae-won                                                                     | Bart Swings                                                            | [ 4 ]                                                        |                                                              |
| 4. PŚ | 14–16 grudnia 2018   | Heerenveen                                                   | 1000 m (16.12)                                               | Kjeld Nuis                                                                    | Pawieł Kuliżnikow                                                                 | Dienis Juskow                                                          | [ 4 ]                                                        |                                                              |
| 4. PŚ | 14–16 grudnia 2018   | Heerenveen                                                   | 5000 m (16.12)                                               | Daniła Siemierikow                                                            | Patrick Roest                                                                     | Sven Kramer                                                            | [ 4 ]                                                        |                                                              |
|       | 11–13 stycznia 2019  | 115. Mistrzostwa Europy w Wielobojach – Collalbo             | 115. Mistrzostwa Europy w Wielobojach – Collalbo             | 115. Mistrzostwa Europy w Wielobojach – Collalbo                              | 115. Mistrzostwa Europy w Wielobojach – Collalbo                                  | 115. Mistrzostwa Europy w Wielobojach – Collalbo                       | 115. Mistrzostwa Europy w Wielobojach – Collalbo             | 115. Mistrzostwa Europy w Wielobojach – Collalbo             |
| 5. PŚ | 1–3 lutego 2019      | Hamar                                                        | 500 m                                                        | Pawieł Kuliżnikow                                                             | Kim Jun-ho                                                                        | Dai Dai Ntab                                                           |                                                              |                                                              |
| 5. PŚ | 1–3 lutego 2019      | Hamar                                                        | 1000 m                                                       | Kai Verbij                                                                    | Thomas Krol                                                                       | Kjeld Nuis                                                             |                                                              |                                                              |
| 5. PŚ | 1–3 lutego 2019      | Hamar                                                        | 500 m                                                        | Pawieł Kuliżnikow                                                             | Rusłan Muraszow                                                                   | Kim Jun-ho                                                             |                                                              |                                                              |
| 5. PŚ | 1–3 lutego 2019      | Hamar                                                        | 1500 m                                                       | Dienis Juskow                                                                 | Håvard Bøkko                                                                      | Kim Min-seok                                                           |                                                              |                                                              |
| 5. PŚ | 1–3 lutego 2019      | Hamar                                                        | 5000 m                                                       | Sverre Lunde Pedersen                                                         | Aleksandr Rumiancew                                                               | Ted-Jan Bloemen                                                        |                                                              |                                                              |
|       | 7–10 lutego 2019     | 19. Mistrzostwa Świata na Dystansach 2019 – Inzell           | 19. Mistrzostwa Świata na Dystansach 2019 – Inzell           | 19. Mistrzostwa Świata na Dystansach 2019 – Inzell                            | 19. Mistrzostwa Świata na Dystansach 2019 – Inzell                                | 19. Mistrzostwa Świata na Dystansach 2019 – Inzell                     | 19. Mistrzostwa Świata na Dystansach 2019 – Inzell           | 19. Mistrzostwa Świata na Dystansach 2019 – Inzell           |
|       | 23–24 lutego 2019    | 50. Mistrzostwa Świata w Wieloboju Sprinterskim – Heerenveen | 50. Mistrzostwa Świata w Wieloboju Sprinterskim – Heerenveen | 50. Mistrzostwa Świata w Wieloboju Sprinterskim – Heerenveen                  | 50. Mistrzostwa Świata w Wieloboju Sprinterskim – Heerenveen                      | 50. Mistrzostwa Świata w Wieloboju Sprinterskim – Heerenveen           | 50. Mistrzostwa Świata w Wieloboju Sprinterskim – Heerenveen | 50. Mistrzostwa Świata w Wieloboju Sprinterskim – Heerenveen |
|       | 2–3 marca 2019       | 113. Mistrzostwa Świata w Wieloboju – Calgary                | 113. Mistrzostwa Świata w Wieloboju – Calgary                | 113. Mistrzostwa Świata w Wieloboju – Calgary                                 | 113. Mistrzostwa Świata w Wieloboju – Calgary                                     | 113. Mistrzostwa Świata w Wieloboju – Calgary                          | 113. Mistrzostwa Świata w Wieloboju – Calgary                | 113. Mistrzostwa Świata w Wieloboju – Calgary                |
| 6. PŚ | 9–10 marca 2019      | Salt Lake City                                               | 500 m                                                        | Pawieł Kuliżnikow                                                             | Tatsuya Shinhama                                                                  | Yuma Murakami                                                          |                                                              |                                                              |
| 6. PŚ | 9–10 marca 2019      | Salt Lake City                                               | Start masowy                                                 | Ryōsuke Tsuchiya                                                              | Wital Michajlau                                                                   | Simon Schouten                                                         |                                                              |                                                              |
| 6. PŚ | 9–10 marca 2019      | Salt Lake City                                               | 500 m                                                        | Tatsuya Shinhama                                                              | Cha Min-kyu                                                                       | Yuma Murakami                                                          |                                                              |                                                              |
| 6. PŚ | 9–10 marca 2019      | Salt Lake City                                               | 1000 m                                                       | Kjeld Nuis                                                                    | Thomas Krol                                                                       | Kai Verbij                                                             |                                                              |                                                              |
| 6. PŚ | 9–10 marca 2019      | Salt Lake City                                               | 1500 m                                                       | Kjeld Nuis                                                                    | Thomas Krol                                                                       | Dienis Juskow                                                          |                                                              |                                                              |
| 6. PŚ | 9–10 marca 2019      | Salt Lake City                                               | 5000 m                                                       | Patrick Roest                                                                 | Marcel Bosker                                                                     | Ted-Jan Bloemen                                                        |                                                              |                                                              |

### Klasyfikacje
| Lp. | Zawodnik                    | Punkty |
| --- | --------------------------- | ------ |
| 1.  | Pawieł Kuliżnikow           | 630    |
| 2.  | Tatsuya Shinhama            | 594    |
| 3.  | Håvard Holmefjord Lorentzen | 498    |
| 4.  | Ryohei Haga                 | 492    |
| 5.  | Yuma Murakami               | 481    |
| 6.  | Cha Min-kyu                 | 452    |
| 7.  | Rusłan Muraszow             | 451    |
| 8.  | Kim Jun-ho                  | 449    |
| 9.  | Wiktor Musztakow            | 422    |
| 10. | Tsubasa Hasegawa            | 416    |

| Lp. | Zawodnik                    | Punkty |
| --- | --------------------------- | ------ |
| 1.  | Kjeld Nuis                  | 342    |
| 2.  | Kai Verbij                  | 304    |
| 3.  | Pawieł Kuliżnikow           | 303    |
| 4.  | Thomas Krol                 | 298    |
| 5.  | Håvard Holmefjord Lorentzen | 297    |
| 6.  | Nico Ihle                   | 242    |
| 7.  | Joel Dufter                 | 236    |
| 8.  | Wiktor Musztakow            | 228    |
| 9.  | Dienis Juskow               | 220    |
| 10  | Joey Mantia                 | 219    |

| Lp. | Zawodnik              | Punkty |
| --- | --------------------- | ------ |
| 1.  | Dienis Juskow         | 319    |
| 2.  | Kim Min-seok          | 279    |
| 3.  | Kjeld Nuis            | 274    |
| 4.  | Seitarō Ichinohe      | 263    |
| 5.  | Thomas Krol           | 259    |
| 6.  | Allan Dahl Johansson  | 255    |
| 7.  | Joey Mantia           | 249    |
| 8.  | Håvard Bøkko          | 238    |
| 9.  | Sverre Lunde Pedersen | 229    |
| 10. | Sindre Henriksen      | 227    |

| Lp. | Zawodnik              | Punkty |
| --- | --------------------- | ------ |
| 1.  | Aleksandr Rumiancew   | 322    |
| 2.  | Marcel Bosker         | 320    |
| 3.  | Sverre Lunde Pedersen | 317    |
| 4.  | Patrick Roest         | 282    |
| 5.  | Patrick Beckert       | 270    |
| 6.  | Daniła Siemierikow    | 268    |
| 7.  | Ted-Jan Bloemen       | 249    |
| 8.  | Siergiej Trofimow     | 245    |
| 9.  | Jordan Belchos        | 235    |
| 10. | Andrea Giovannini     | 231    |

| Lp. | Zawodnik          | Punkty |
| --- | ----------------- | ------ |
| 1.  | Um Cheon-ho       | 535    |
| 2.  | Bart Swings       | 502    |
| 3.  | Rusłan Zacharow   | 434    |
| 4.  | Livio Wenger      | 420    |
| 5.  | Ryōsuke Tsuchiya  | 410    |
| 6.  | Simon Schouten    | 406    |
| 7.  | Chris Huizinga    | 387    |
| 8.  | Wital Michajłau   | 377    |
| 9.  | Joey Mantia       | 371    |
| 10. | Andrea Giovannini | 348    |

| Lp. | Reprezentacja    | Punkty |
| --- | ---------------- | ------ |
| 1.  | Norwegia         | 312    |
| 2.  | Rosja            | 302    |
| 3.  | Japonia          | 302    |
| 4.  | Holandia         | 296    |
| 5.  | Kanada           | 246    |
| 6.  | Włochy           | 228    |
| 7.  | Korea Południowa | 224    |
| 8.  | Kazachstan       | 198    |
| 9.  | Białoruś         | 190    |
| 10. | Polska           | 186    |

| Lp. | Reprezentacja    | Punkty |
| --- | ---------------- | ------ |
| 1.  | Holandia         | 336    |
| 2.  | Norwegia         | 304    |
| 3.  | Rosja            | 296    |
| 4.  | Kanada           | 256    |
| 5.  | Polska           | 208    |
| 6.  | Chiny            | 172    |
| 7.  | Korea Południowa | 166    |
| 8.  | Niemcy           | 152    |
| 9.  | Japonia          | 148    |
| 10. | Kazachstan       | 140    |